# آیتو
آیتو (انگلیسی: AITO) یک برند وسیله نقلیه الکتریکی چینی متعلق به شرکت خودروسازی چینی سِرِس است که در سال ۲۰۲۱ تأسیس شده است. این برند خودروهای الکتریکی مجهز به سامانه‌های رانندگی خودکار هواوی و سیستم‌عامل هارمونی‌اواس را عرضه می‌کند.
آیتو نخستین برند تحت مدل همکاری اتحاد حمل‌ونقل هوشمند هارمونی هواوی است؛ در این مدل، هواوی رهبری فرایند طراحی و توسعه محصول را بر عهده دارد و قطعات کلیدی مانند پیشرانه، راهکارهای ADAS و نرم‌افزار خودرو را تأمین می‌کند تا یک طراحی کامل را برای تولید به خودروساز ارائه دهد.
نام AITO مخفف عبارت «Adding Intelligence To Auto» به معنی «افزودن هوشمندی به خودرو» است.

## حمایت مالی
در ژوئن ۲۰۲۵، آیتو به شریک استراتژیک کامل جایزهٔ فیلم خروس زرین و جایزه صد گل چین تبدیل شد.

## فروش
| سال  | جمع کل  |
| ---- | ------- |
| ۲۰۲۲ | ۷۶٬۱۸۰  |
| ۲۰۲۳ | ۹۴٬۳۸۰  |
| ۲۰۲۴ | ۳۸۶٬۹۰۷ |